# Цюлпихгау
Цюлпихгау (на немски: Zülpichgau) е средновековно гауграфство с Цюлпих и неговто каролингско кралско имение като център. Принадлежи на фамилията Ецони.
Фамилията на Ецоните измира през средата на XI век. През края на XII век графството принадлежи на архиепископа на Кьолн, който побеждава претендентите графовете на Юлих.

## Графовете в Цюлпихгау от фамилиятаЕцони
- Еренфрид II († пр. 970), 942 граф в Цюлпихгау, 950 граф в Рургау (Ецони)
- Херман I († 996), 981 граф в Цюлпихгау, от 985 г. пфалцграф на Лотарингия, син на Еренфрид II (Ецони)
- Хецелин (Херман, † 20 ноември 1033), граф в Цюлпихгау, основава страничната линия Хецелиниди, син на Херман I (Ецони)
- Херман II († 1085), пфалцграф на Лотарингия, граф в Цюлпихгау, Рургау и Брабант, внук на Хецелин